# Lespesia stonei
Lespesia stonei là một loài ruồi trong họ Tachinidae.